# Rashtrapati Bhavan
Der Rashtrapati Bhavan (राष्ट्रपति भवन; Hindi für „Haus des Präsidenten“, zuvor Viceroy’s House) ist seit 1947 der Amtssitz des Staatspräsidenten der Republik Indien in Neu-Delhi. Er ist ein stadtbildprägender, in der britischen Kolonialzeit um 1920 entstandener großer Palastbau mit mehreren Gartenanlagen. Er steht westlich des India Gate an einer Prachtstraße (Blickachse), dem Rajpath (offiziell Kartavya Path). Der Haupteingang liegt an der Prakash Vir Shastri Avenue. Er besteht aus 340 Räumen auf vier Stockwerken. Das Bauvolumen beträgt 240.000 m³. Teile des Palastes sind für die Öffentlichkeit zeitweise als Museum zugänglich. 

## Architektur
Bei der Planung Neu-Delhis trug Edwin Landseer Lutyens die Hauptverantwortung für den Bau des Palastes des Vizekönigs. Sein Entwurf ist größtenteils historistisch, wobei einige Details Einflüsse aus der indischen Architektur aufnehmen wie etwa Chhatris und Jalis. Der Grundriss sah zwei Flügel vor: einen für den Vizekönig, den anderen für Gäste. Entgegen der ursprünglichen Planung bewohnten die Herrscher jedoch stets den kleineren Gästeflügel, während der größere Flügel nicht als Residenz, sondern für Staatsempfänge und als Gästehaus für Staatsgäste genutzt wird.
Die Bauzeit dauerte von 1912 bis 1929. Seit 1950 ist der Palast Sitz des indischen Staatspräsidenten.

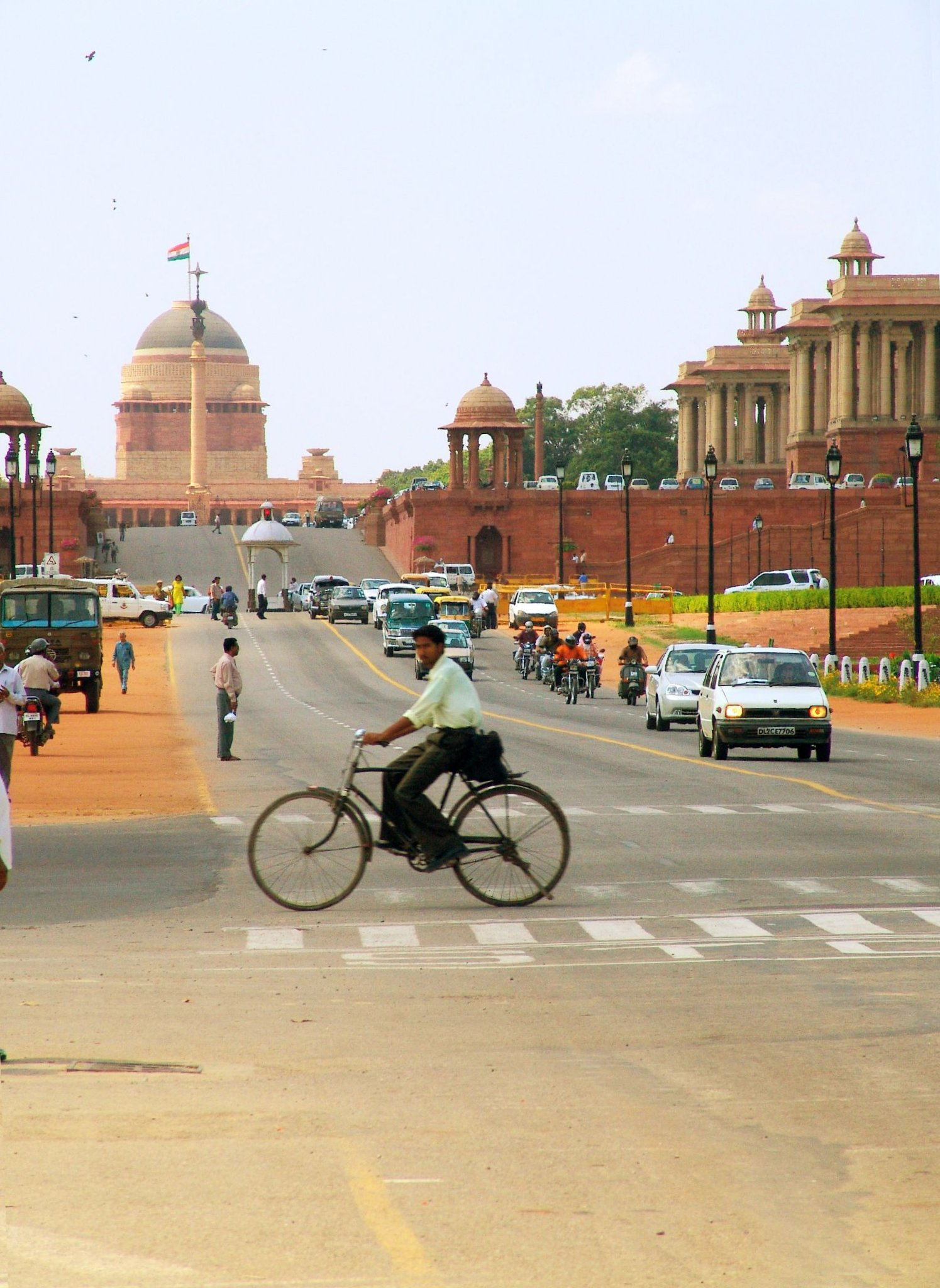
Blick vom Rajpath hoch zum Rashtrapati Bhavan

## Bullenkapitell
Im Eingangsbereich des Gebäudes befindet sich das ca. 5 t schwere Original einer Bullenfigur aus poliertem Sandstein aus Rampurva (vgl. im Hinduismus Nandi-Bulle).